# Передельский, Александр Андреевич
Александр Андреевич Передельский (1914—1985) — советский промышленный деятель.

## Биография
Родился 2 июня 1914 года в Краснодаре.
В 1940 году окончил Харьковский авиационный институт (ныне Национальный аэрокосмический университет имени Н. Е. Жуковского). С 1940 по 1957 год работал на заводах Воронежа, Куйбышева, Ростова-на-Дону. С 1957 по 1961 год был начальником производственного отделения Управления приборостроения Северо-Кавказского совнархоза.
В 1961 году Передельский назначен директором таганрогского завода «Прибой», который в 1966 году был награждён орденом Трудового Красного Знамени. В 1969 году Александр Андреевич был переведён на ростовское объединение «Горизонт», где стал генеральным директором.
Кроме производственной, занимался общественной деятельностью — неоднократно избирался депутатом городских советов Таганрога и Ростова-на-Дону.

Памятная доска в Ростове-на-Дону

Умер 4 января 1985 года в Ростове-на-Дону.
Награжден орденом Ленина (1966) и многими медалями, лауреат Ленинской премии (1968).
В Ростове-на-Дону на доме, где жил А. А. Передельский, установлена памятная доска.